# Association pour la défense des droits des étudiants du Cameroun
 (mars 2021).
- Si vous ne connaissez pas le sujet, laissez ce bandeau (vous pouvez alors contacter les auteurs).
- Si vous supprimez le contenu mis en cause (vous pouvez préalablement contacter les auteurs),

argumentez précisément cette suppression dans la page de discussion
(un manque de référence n'est pas un argument ; une recherche réelle de référence doit avoir été effectuée, être formellement documentée).
 (octobre 2015).
 (avril 2011).
Si vous disposez d'ouvrages ou d'articles de référence ou si vous connaissez des sites web de qualité traitant du thème abordé ici, merci de compléter l'article en donnant les références utiles à sa vérifiabilité et en les liant à la section « Notes et références ».
L’Association pour la défense des droits des étudiants du Cameroun (ADDEC) est une association étudiante camerounaise à vocation syndicale. Elle a été créée le 31 mars 2004, à la suite d'une concertation réunissant près d'un millier d'étudiants de l'université de Yaoundé I. L'ADDEC a pour objectifs d'œuvrer, entre autres, à l'adoption d'un statut pour les étudiants camerounais qui tienne compte de leurs aspirations et d'œuvrer à une reforme du système universitaire camerounais et à la promotion des droits et des libertés au sein des campus universitaires du pays. Son mode d'action privilégié est la mobilisation étudiante et la valorisation de la participation de masse à toutes les initiatives de formation, de sensibilisation et de prise de décision. Cela dit, la non-violence est un des principes qui gouvernent toute son action et sa démarche, selon les statuts de l'ADDEC. L'actuel président de l'ADDEC est Hassan Mouliom, élu en 2024

## Revendications
L'association milite pour la suppression ou la réduction du montant des frais universitaires, actuellement fixés à 50 000 francs CFA ; la convocation du Conseil de l’Enseignement supérieur pour définir la politique universitaire au Cameroun (la dernière session date de 1982), l'équipement des laboratoires et des bibliothèques universitaires, la construction d'infrastructures en adéquation avec les effectifs dans les universités, le financement de la recherche, l'allocation des bourses, l'élection des recteurs, la construction des zones de résidences universitaires, la baisse des coûts des loyers des logements en zone privée, l'application de la réglementation en la matière, une hausse de la « qualité » des enseignements par rapport au développement de l'environnement, tout en respectant les standards internationaux, le rajeunissement du corps enseignant, l'assainissement de la gouvernance universitaire, la Lutte contre la marchandisation des enseignements, la Respect des droits de l’homme et des libertés fondamentales d’association, d’expression et de démocratie en milieu universitaire, la Respect de la méritocratie dans les concours d’accès aux Grandes Écoles, la Publication des rapports d’enquêtes sur les assassinats des étudiants depuis 2005 par les forces de l’ordre, ainsi que la création d’un observatoire de suivi indépendant de l’organisation des concours d’accès aux Grandes Écoles.

## Actions et réalisations
L'association a réalisé une grève de la faim, menée par des étudiants du 29 septembre au 9 octobre 2004, dans les locaux de l’ONG Nouveaux Droits de l'Homme, afin d’attirer l'attention des politiciens camerounais candidats à l’élection présidentielle du 11 octobre 2004 sur leurs revendications.
L'association a construit un babillard en Faculté des Arts, Lettres et Sciences Humaines de l’université de Yaoundé I, afin d'y afficher et sécuriser les notes des étudiants, à la suite d'un plaidoyer mené auprès des autorités universitaires.
Plusieurs membres de l’ADDEC ont mené une grève de la faim d’avril à mai 2005, successivement dans les locaux de la conférence épiscopale du Cameroun, au siège de la Croix-rouge camerounaise, et à l’esplanade de l’amphi 300 du campus de l’université de Yaoundé I. Au cours de cette grève, qui a entraîné une mobilisation d'étudiants venant des six universités d’État du Cameroun, le 21 avril 2005, le premier ministre et chef du gouvernement, Ephraïm Inoni, a reçu une délégation de neuf étudiants grévistes. L’objet de la grève a porté sur l’amélioration générale des conditions de vie et la création d'un statut d'étudiant.
Cette grève a débouché sur la signature, le 7 mai 2005, d’un accord entre l’ADDEC et le ministre de l’enseignement supérieur, Jacques Fame Ndongo, représentant le Gouvernement. L'accord a abouti à des résolutions de sortie de crise, parmi lesquelles figure la reconnaissance de fonctionnement de l’ADDEC dans les Universités d’État du Cameroun, un engagement pris par le Gouvernement d'appliquer, dans un délai de trois mois, les principales revendications de l'association, et le déboursement par le chef de l’état d’un montant de près de 5 milliards de francs CFA pour la résolution de problèmes jugés d’urgence.
L'association a construit une route à double sens reliant l’université de Yaoundé II à la capitale, grâce à des actions de plaidoyer et de lobbying auprès des autorités gouvernementales et de l’Union européenne, ainsi que la construction de trois amphithéâtres d’une capacité de 3 500 places à l’Université de Yaoundé II, et de la réfection de plusieurs salles de cours à l’Université de Yaoundé I, grâce au fonds d’investissement d’urgence, dont l’effectivité et la régularité de l’allocation ont été obtenues à la suite de la grève d’avril-mai 2005.
Elle a donné soutien, en 2005, aux étudiants camerounais renvoyés de l’École d’Urbanisme et d’Architecture de Lomé au Togo par le gouvernement camerounais, pour non-paiement des cotisations et des bourses. Le plaidoyer mené par l’ADDEC en synergie avec ces étudiants a abouti au paiement des arriérés de cotisation par l’État du Cameroun, mais aussi au paiement des arriérés de bourse d’une valeur de 80 millions environ afin de faciliter leur retour au Togo.
L'association a contribué à la signature d’un décret du chef de l’État, créant les postes de Président de Conseil d’administration en 2005, pour améliorer la gouvernance dans les universités.
Elle a contribué à la signature un décret présidentiel créant le statut d’ATER (Attaché d’enseignement et de recherche doublé du paiement de leurs arriérés).
Elle a contribué à la signature d’un arrêté interministériel le 30 juin 2005, réglementant les loyers des logements des étudiants en location privée par le ministre de l’Enseignement supérieur, le ministre des domaines et des affaires foncières, le ministre du commerce et le ministre du développement urbain, à la suite des meetings ponctuées d’enquêtes dans les zones de résidence de Bonamoussadi et à Soa.
Elle a contribué à la signature d’un arrêté du ministre du Développement urbain réactivant et constituant la Brigade spéciale de logements en juillet 2005.
Elle a lancé une opération de boycott du paiement des droits universitaires le 7 août 2005, qui va durer jusqu’à la fin de l’année, sans réaction du gouvernement.
Elle a lancé une opération nommée « Non au Loyer cher », menée dans la zone de résidence universitaire de Bonamoussadi, du 9 juin 2005 au 18 mai 2006. 
Elle a contribué à la signature d’un arrêté par le ministre du Commerce le 12 décembre 2006, portant homologation des prix maxima par catégorie des loyers mensuels des logements d’étudiants des Universités d’État du Cameroun, dans les zones de résidence universitaires. Elle a publié de multiples rapports d’enquête sur de supposées escroqueries, sur la couverture des enseignements, et sur les échecs dans les universités d’État du Cameroun.
Elle a organisé, du 2 au 8 février 2007, un séminaire de formation destinée aux étudiants au lobbying, au plaidoyer, et à la revendication non violente, avec l’appui de l’Ambassade des États-Unis.
Elle a organisé, du 8 au 10 février 2007, un séminaire de formation destinée aux étudiants au suivi et à l’évaluation des budgets des universités d’État sur financement du ministère français, et la coopération par le truchement du programme concerté pluri-acteur (PCPA).
Elle a organisé, du 28 au 6 mai, dans toutes les universités d’État, un ensemble de rites, dénommé « Semaine de l’étudiant », en vue de la commémoration des assassinats des étudiants abattus à Buéa.
Elle a participé à une manifestation avec les acteurs de la Société civile Afrique centrale, le 16 juillet 2007, contre la signature des accords de partenariat économique entre les pays ACP et l’Union européenne.
Elle a organisé un plaidoyer, mené avec succès, pour la l’annulation de plus d'un millier de licenciements en Masters, à l’Université de Yaoundé I, pour le compte de l’année académique 2007/2008.
Elle a initié de la création d'un Conseil patriotique et populaire de la jeunesse (CPPJ) avec d’autres mouvements d’étudiants et de jeunes, dans l’objectif de s’opposer à une modification de la constitution, qui vise à retirer les limites de durée des mandats présidentiels.
Elle a organisé un plaidoyer, mené avec succès, pour la libération des étudiants incarcérés, qui manifestaient contre cette manifestation.
Elle a organisé un plaidoyer, pour la prise en charge, et la condamnation, de l’agression des étudiants dans leurs chambres, à la Cité universitaire de Yaoundé I, par des éléments de l’armée, à la suite de leur hostilité présumée vis-à-vis du projet de modification constitutionnelle.
Elle a initié création d’un cadre, baptisé « Main Tendue », visant à mettre en place une assistance psychologique, juridique et matérielle aux jeunes incarcérés pendant les mouvements de février.
Elle a contribué à la signature d’un décret par le chef de l’État, à la suite des pressions menées par le Collectif Main Tendue, le 20 mai 2008, graciant certains des jeunes incarcérés.
Elle a mené une enquête sur le suivi physico-financier des budgets des universités de l’année budgétaire 2006, en cours de réalisation dans les universités de Douala, Yaoundé I et II et Buéa.